# Княже-Владимирский собор (Саратов)
Князь-Владимирский собор — утраченный православный храм в Саратове, находившийся на Полтавской площади. Построен в 1888 году. Разрушен коммунистами в 1930-х годах.

## История
Построен по проекту Алексея Салько в 1888 году в память 900-летней годовщины крещения Руси на добровольные средства саратовских жителей всех сословий. Освящён 16 июля 1889 года епископом Саратовским и Царицынским Павлом. При высоте в 77 метров храм был одним из самых высоких в стране. В июне 1893 года при церкви был открыт приход и определён штат. В 1930-е годы храм был снесён, на его месте выстроен стадион.
В 2022 году в процессе реконструкции стадиона в Детском парке был обнаружен фундамент Княже-Владимирского собора.

## Новые храмы

### Храм в Детском парке
В 2005—2010 годах в Детском парке был построен новый храм во имя князя Владимира, стилизованный под раннемосковское зодчество. В храме находятся следующие святыни: образ преподобного Серафима Саровского, написанный в 1909 году, уменьшенная фотокопия Туринской плащаницы.

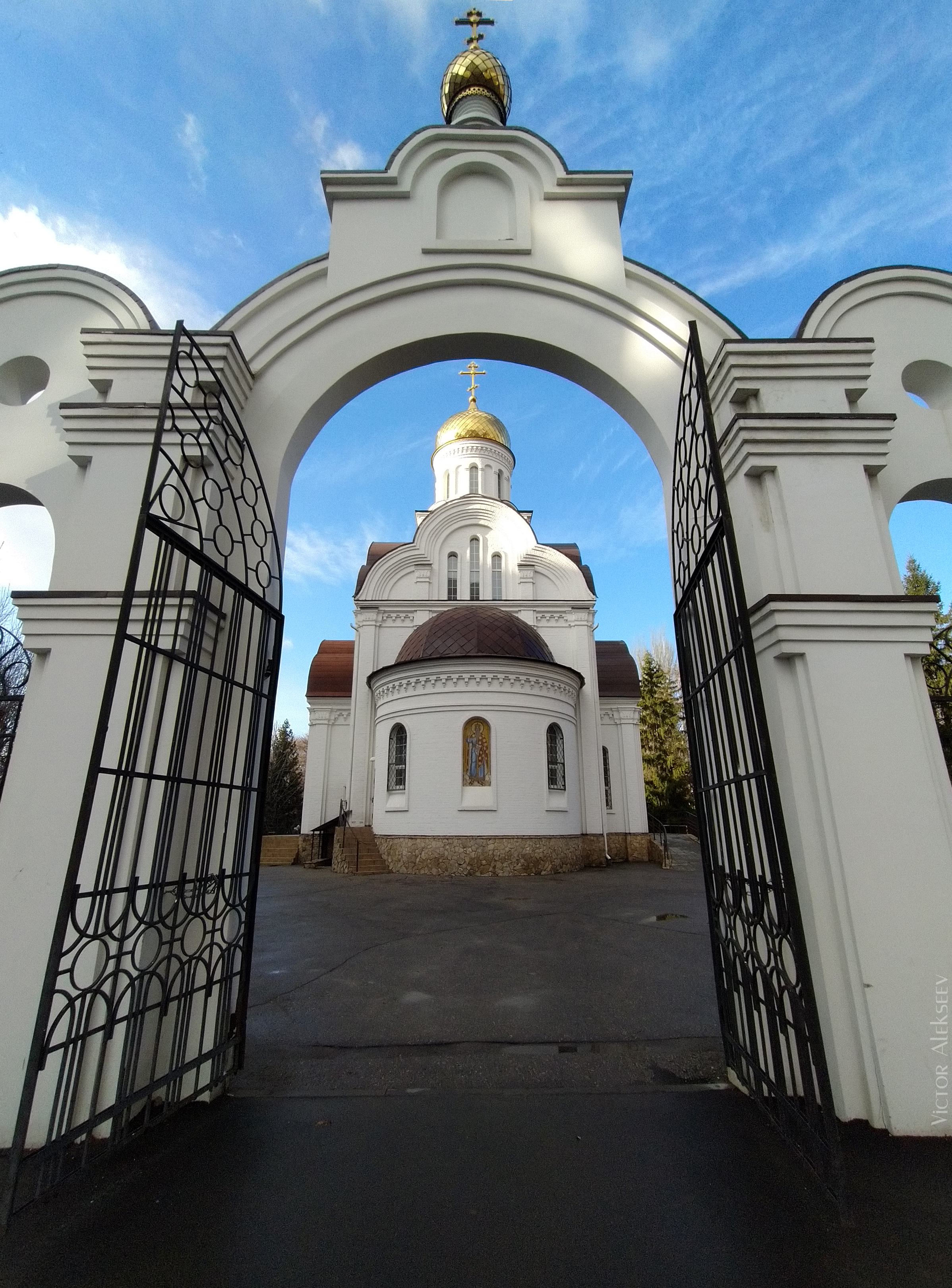
Храм во имя Святого равноапостольного великого князя Владимира

### Воссоздание собора в Аэропорту
23 апреля 2024 года указами митрополита Саратовского и Вольского Игнатия был образован приход и началось возрождение собора.
30 июля 2025 года митрополит Саратовский и Вольский Игнатий совершил освящение закладного камня на месте строительства Княже-Владимирского собора. Храм будет построен в новом районе Саратова, на землях бывшего аэропорта.